# Salix argyrophegga
Salix argyrophegga — вид квіткових рослин із родини вербових (Salicaceae).

## Морфологічна характеристика
Це дерево чи кущ. Дворічні гілочки голі; молоді гілочки сірол ворсинчасті. Листкова пластина еліптична, яйцювато-еліптична чи довгаста, 3–11 × 2–5.5 см, абаксіально (низ) сіро чи жовтувато-повстиста, майже гола, адаксіально сіро ворсинчаста, майже гола за винятком середньої жилки, край залозисто-пилчастий, рідко суцільний, верхівка гостра, коротко загострена чи тупа; листкова ніжка 5–15 мм, волосиста. Сережки 40–80 × 7–8 мм. Плодоносна сережка до 14 см. Коробочка яйцювато-еліпсоїдна, 5–6 мм, волосиста.

## Середовище проживання
Південний Центральний Китай, Тибет. Населяє гірські схили, зарості; на висотах 2100–3000 метрів.